# Криворучко Юрій Зеновійович
Юрій Зеновійович Криворучко (нар. 14 липня 1966, Львів) — український політичний та громадський діяч, лікар-психіатр, правник, активіст, Народний депутат України III та IV скликаннь від Народного руху України та Блоку Віктора Ющенка «Наша Україна» відповідно, керівник Фонду «Молода Україна». Кандидат філософських наук (2005).

## Життєпис

### Ранні роки та освіта
Народився 14 липня 1966 у Львові у сім'ї лікаря та вчительки[⇨].
У 1989 році закінчив Львівський медичний інститут за спеціальністю «лікар-психіатр». Працював дільничним психіатром Львівського психоневрологічного диспансеру.
З 1992 по 1998 рік навчався на юридичному факультеті Львівського державного університету імені Івана Франка.
У 2005 році захистив дисертацію зі спеціальності «соціальна філософія та філософія історії» та здобув науковий ступінь кандидата філософських наук.

### Активізм у роки здобуття незалежності
У 1988 році розпочав громадську діяльність, спрямовану на відновлення української державності, був засновником та активістом низки громадських та політичних організацій.
Ще навчаючись в інституті, у 1988 році, був обраний головою факультетського осередку Товариства української мови, яке займалось боротьбою за викладання дисциплін українською мовою, співорганізатор Студентського братства.
У 1989 році — делегат Установчого з'їзду Народного Руху України. Також був головою ініціативного комітету за створення осередку Руху в медичному інституті.
Учасник студентської Революції на граніті в 1990 році. У тому ж році став членом Львівського обласного громадського Комітету за відродження Української Національної Армії, а згодом — Спілки офіцерів України.
З 1990 по 1992 рік очолював парамілітарну організацію «Варта РУХу», яка займалась забезпеченням громадського порядку на демонстраціях та, у разі загострення ситуації, мала стати осередком силового спротиву радянській владі. У червні 1990 року, задля налагодження міжнародної співпраці, відвідав Балтійські країни.
У 1991 році брав участь у січневих подіях у Вільнюсі як боєць-доброволець і організатор гуманітарної допомоги.
З 1992 року — голова правління Фонду «Молода Україна».

### Політична кар'єра
У 1991 році разом із Ярославом Андрушківим, Андрієм Парубієм та Олегом Тягнибоком заснував Соціал-національну партію України (СНПУ). Юрій Криворучко був публічним лідером та відповідав за ідеологічну роботу.
У 1992 році служив старшим офіцером відділу психології соціально-психологічного управління Міністерства оборони України, займався забезпеченням повернення в Україну військовослужбовців — громадян України з території Молдови.
З 1994 по 1997 рік був депутатом Львівської обласної ради народних депутатів II демократичного скликання.
У 1997 році без конфліктів вийшов з СНПУ через різне бачення її розвитку з керівництвом та приєднався до Народного руху України, а у березні 1999 року був включений у Центральний провід партії.
На парламентських виборах 1998 року був обраний Народним депутатом України III скликання від НРУ. На час виборів обіймав посаду голови Львівського обкому молодіжних організацій. Був членом фракції НРУ та ПРП «Реформи-центр». Секретар Комітету з питань молодіжної політики, фізичної культури і спорту (з липня 1998). Брав участь у розробці Закону України «Про молодіжні та дитячі громадські організації».
У цей час почав займатись молодіжною політикою. З 1997 року був головою Львівського регіонального відділення, а з 1998 — заступником голови Українського національного комітету молодіжних організацій. Також був засновником та головою молодіжної організації «Молодий народний рух» (1999—2007) та Західноукраїнського молодіжного конгресу.
З 1995 по 2009 рік був членом Національної ради з питань молодіжної політики при Президентові України. Член Світового конгресу українських молодіжних організацій.
У 2001 році — член Організаційного комітету з підготовки та проведення III Всесвітнього форуму українців.
З 2003 року обіймав посаду заступника голови Національної Ради Молодіжних Організацій України, а з 2004 року — заступника голови Українського Національного Комітету Молодіжних Організацій.
Брав участь у Помаранчевій революції 2004 року.
У 2006 році став головою Українського молодіжного форуму, який об'єднав майже всі спілки молодіжних та дитячих організацій України.
На парламентських виборах 2002 року не був обраний народним депутатом за списком від Блоку Віктора Ющенка «Наша Україна», однак у 2005 році, коли новопризначені міністри та губернатори склали з себе депутатські повноваження, відповідно до закону, Юрій Криворучко набув депутатських повноважень. Був членом фракції «Наша Україна» та НРУ. Секретар Комітету з питань будівництва, транспорту, житлово-комунального господарства і зв'язку (з квітня 2005).
Балотувався до Верховної Ради на парламентських виборах 2006 року, однак обраний не був.

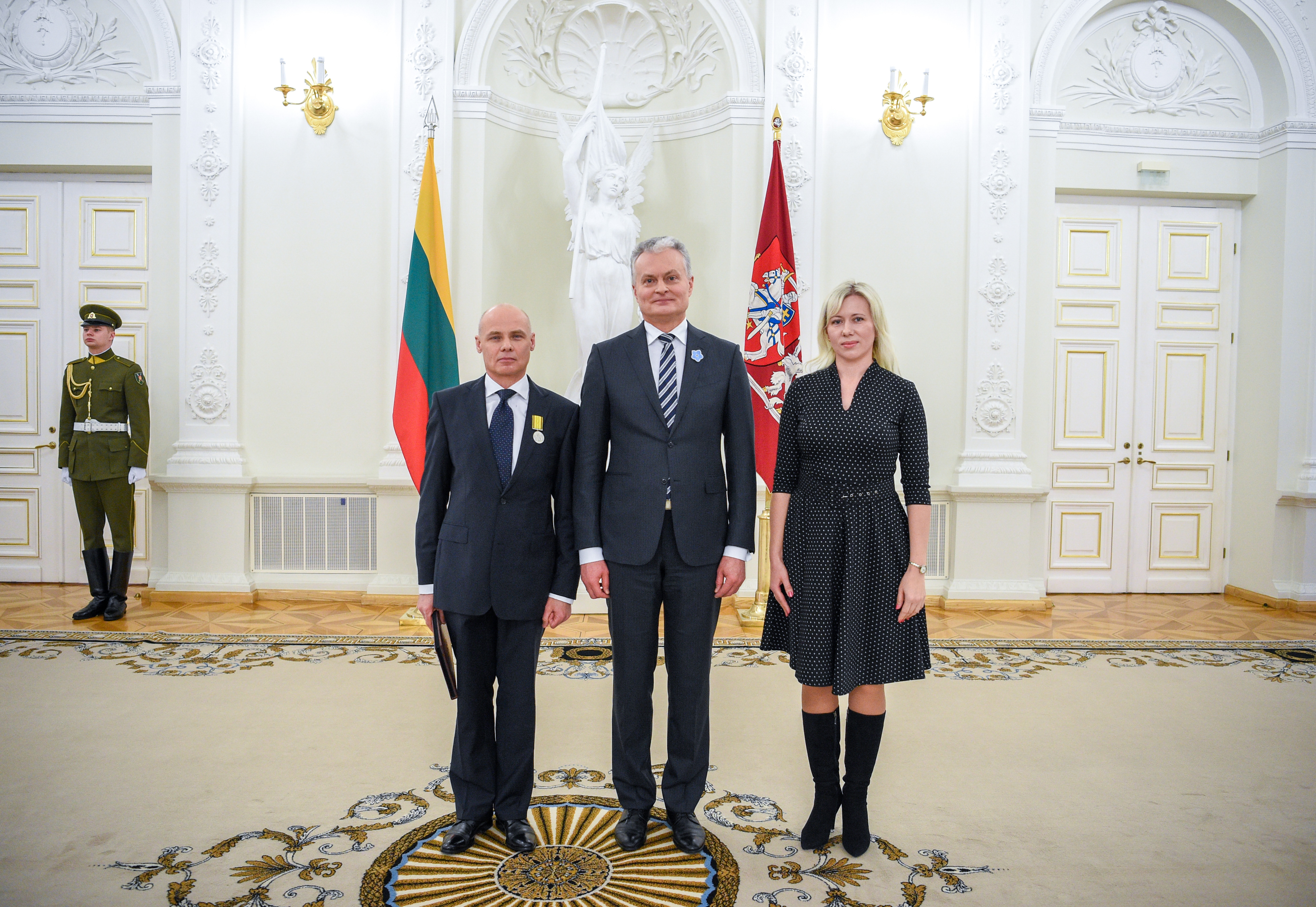
Юрій Криворучко (зліва) на церемонії вручення Президентом Литви Гітанасом Наусєдою державних нагород українським та литовським громадянам; 2020 рік

У 2006 році був включений до складу Громадської ради при Міністерстві України у справах сім'ї, молоді та спорту, а у 2007 році став членом колегії Міністерства.

## Нагороди
- Орден «За заслуги» III ступеня (26 червня 1999) — за вагомі досягнення в праці, високий професіоналізм, особистий внесок у реалізацію державної молодіжної політики[29];
- Орден Святого Рівноапостольного князя Володимира Великого II ступеня (2001).
- Почесна грамота Кабінету Міністрів України (23 червня 2003) — за вагомий особистий внесок у реалізацію державної молодіжної політики, підтримку соціального становлення і розвитку молоді та з нагоди Дня молоді[30].
- Орден «За заслуги» II ступеня (18 червня 2008) — за вагомий особистий внесок у розвиток молодіжного руху в Україні, впровадження сучасних методів навчання і виховання молоді, досягнення значних результатів у професійній діяльності, активну громадську діяльність[31].
- Медаль Пам'яті 13 січня (1 січня 2020, Литва) — за активну участь у захисті свободи та незалежності Литви, забезпечення безпеки та людського життя під час подій протягом січня-вересня 1991 року[32][33].

## Особисте життя
Батько — Зеновій Олексійович Криворучко (1937) — лікар, начальник управління охорони здоров'я Львівської обласної ради та депутат Львівської міської ради III та IV скликань (1998—2006).
Мати — Тамара Никифорівна (1941—1972) — учителька математики.
Має дочку Ганну від першого шлюбу. Одружений вдруге, виховують з дружиною 2 дітей: сина Юрія та дочку Софію.
Володіє польською німецькою та російською мовами.